# Hlaváč (květina)

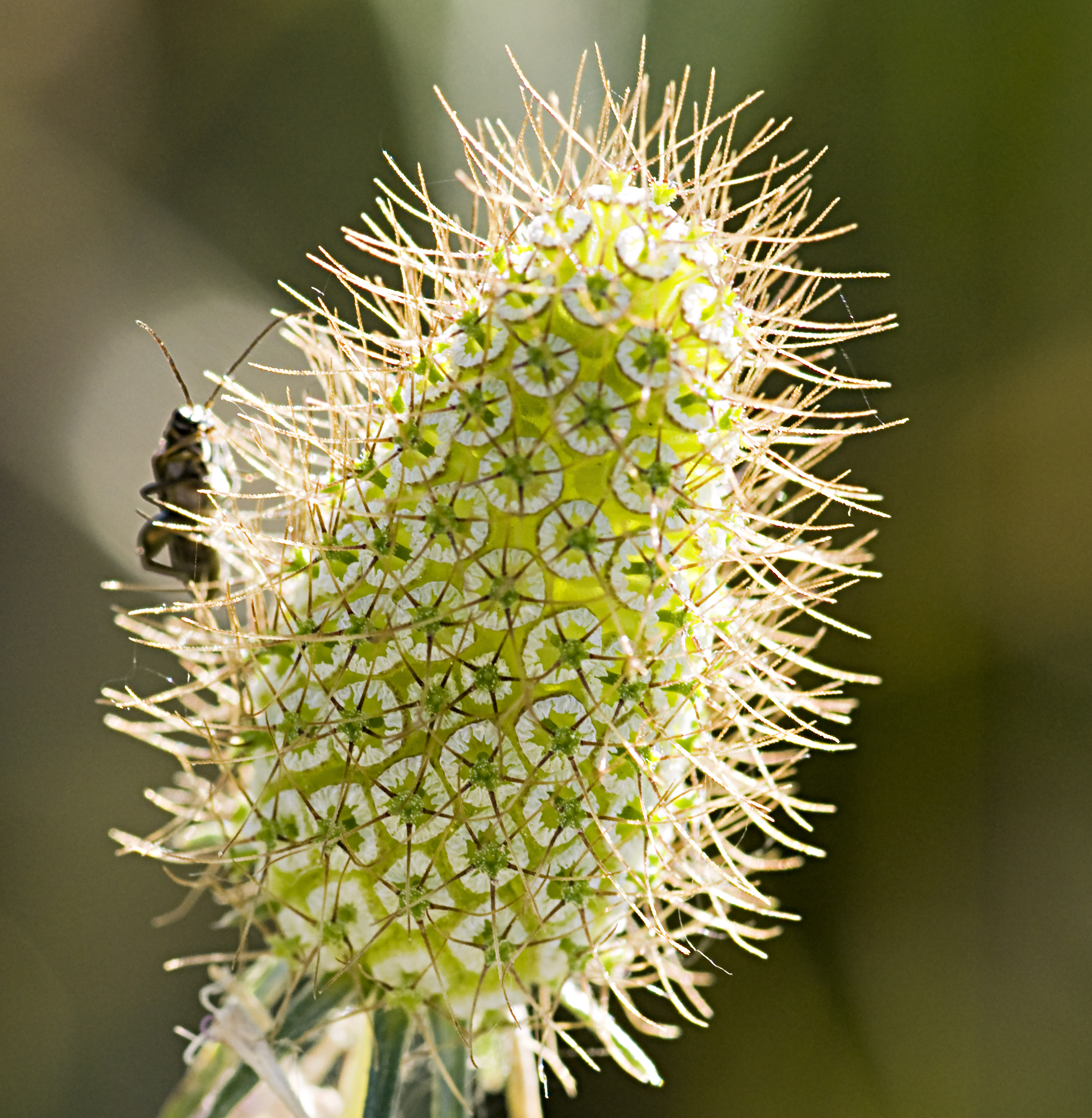
Vejčité lůžko s dozrávajícími semeny a trčícími kališními štětinami

Hlaváč (Scabiosa) je rod bylin z čeledě zimolezovitých (Caprifoliaceae), který je po odkvětu nápadný svým květenstvím připomínajícími štětku. V minulosti byl řazen do čeledi štětkovité (Dipsacaceae), která je v aktuálním botanickém systému zrušena.

## Rozšíření
Tento rod pochází z Evropy, z oblasti Středomoří, a západní Asie. Vyskytuje se téměř v celé Evropě a v mírném a subtropickém pásu v Asii i Africe. Vyžaduje většinou slunné stanoviště s propustnou záhřevnou půdou.

## Popis
Jsou to byliny zřídka jednoleté, většinou bývají dvouleté a nejčastěji vytrvalé, někdy jsou to keříky se zdřevnatělým kmínkem, dosahují výšky i nad 80 cm. Lodyžní listy bývají peřenodílné nebo peřenosečné, málokdy celistvé. Listové růžice mají nedělené listy častěji. Listy hlaváčů bývají významně heterofilní.
Drobné oboupohlavné květy jsou uspořádané na květním lůžku s dlouhou stopkou. které je zploštělé, kulovité, oválné, vejčité nebo kuželovité a je podepřeno měkkými čárkovitými listeny v jedné nebo dvou řadách. Květy bývají často dvoutvaré, střední mívají 4 až 5 stejných korunních lístků uspořádaných do trubky, které jsou nejčastěji nafialovělé, méně často modravé, červenavé, žlutavé nebo bílé. Okrajové květy jsou pak obvykle větší, dvoupyské, horní kratší je tvořen dvěma laloky a spodní delší má tři paprsky. V květu jsou 4 tyčinky s prašníky a jedna čnělka s bliznou. Kalich je tvořen pěti štětinami delšími než koruna. Květ je svým spodním semeníkem zasunut v ochranném zákrovečku.
Plodem jsou nažky obalené zbytkem trvalého zákrovečku ve formě blanitého lemu a kališními štětinami. Asi 350 semen váží 1 gram. Semena mají velké embryo a jen málo endospermu, klíčivost si zachovávají asi 3 roky.

## Použití
Některé druhy hlaváče se uplatňují v zahradnictví, kde jsou mnohostranně použitelné jako nenáročné trvalky s květy mající širokou barevnou škálu. Jiné druhy s polštářkovitými květenstvími na drátovitých stoncích jsou zase hodnotnými řezanými květinami.

## Taxonomie
Hlaváč je poměrně rozsáhlý rod a roste na velkém území, určení přesného počtu druhů ještě není dokončeno. Podle je tvořen 80 druhy.
V České republice rostou 4 druhy, z toho hlaváč lesklý ve dvou poddruzích:
- Hlaváč fialový (Scabiosa columbaria) L.
- Hlaváč šedavý (Scabiosa canescens) Waldst. et Kit.
- Hlaváč žlutavý (Scabiosa ochroleuca) L.
- Hlaváč lesklý (Scabiosa lucida) Vill.
  - Hlaváč lesklý pravý (Scabiosa lucida Vill. subsp. lucida)
  - Hlaváč lesklý vápnomilný (Scabiosa lucida Vill. subsp. calcicola) Bloński[6]

## Ohrožení
Z hlaváčů rostoucích v České republice je podle "Černého a červeného seznamu cévnatých rostlin České republiky" hlaváč lesklý vápnomilný kriticky ohrožený druh, hlaváč lesklý pravý a hlaváč fialový silně ohrožené druhy a hlaváč šedavý ohrožený druh.